# Barry Allen (DC Extended Universe)
Bartholomew Henry "Barry" Allen, noto anche con il suo alias supereroistico Flash, è un personaggio immaginario appartenente al DC Extended Universe (DCEU). Basato sull'omonimo personaggio di DC Comics, è interpretato dall'attore statunitense Ezra Miller. Dopo un'apparizione minore nei film Batman v Superman: Dawn of Justice (2016) e Suicide Squad (2016), Barry ha ottenuto un ruolo di primo piano in Justice League (2017), nella sua versione originale e nell'omonimo film a lui dedicato. Miller ha inoltre ripreso il ruolo in diversi cameo all'interno di altri prodotti DC Comics, come la serie evento dell'Arrowverse Crisi sulle Terre infinite e la serie Peacemaker di HBO Max. Il DCEU rappresenta la prima volta in cui Flash è stato portato sul grande schermo in un film live-action.

## Biografia del personaggio

### Primi anni
Barry Allen nasce il 19 marzo 1995 da Henry e Nora Allen. Il 13 giugno 2004, quando ha solo nove anni, sua madre Nora viene uccisa da Anti-Flash, mentre suo padre Henry viene ingiustamente condannato all'ergastolo per l'omicidio. Nonostante nessuno lo prenda sul serio, Barry ha sempre sostenuto l'innocenza di suo padre e, determinato a dimostrarla, decide di dedicarsi allo studio delle scienze forensi. Il 29 settembre 2013, un incidente lo trasforma in un metaumano dotato di velocità sovrumana. Durante l'invasione sulla Terra da parte del Generale Zod, Barry si reca a Metropolis nel tentativo di aiutare: riesce a salvare un ragazzo, ma non il padre del giovane. Nei suoi primi giorni come supereroe, affronta e cattura Capitan Boomerang. Intorno al 2015, un filmato di sicurezza che lo ritrae mentre ferma un ladro con i suoi superpoteri viene decifrato da Bruce Wayne, dopo essere stato sottratto dai server di Lex Luthor. Wayne invia il video a Diana Prince.
Nel 2017, Barry salva Iris West da un incidente d'auto durante un colloquio di lavoro. Successivamente, visita suo padre Henry in prigione, dove l'uomo, pur ribadendo la sua innocenza, lo incoraggia ad «andare avanti con la sua vita». Barry, tuttavia, non si rassegna e continua a lottare per ottenere giustizia.

### Lotta contro Steppenwolf

#### Versione cinematografica
Wayne recluta Barry per unirsi a una squadra di metaumani, in seguito alla morte di Clark Kent / Superman. Barry accetta con entusiasmo dopo aver scoperto che Wayne è in realtà Batman. Insieme, si avventurano a Gotham City per incontrare Diana Prince. Lì incontrano anche il commissario di polizia James Gordon e Victor Stone, noto come Cyborg.
La squadra si prepara a combattere Steppenwolf e i suoi parademoni nei pressi della Baia del Delaware, con l'obiettivo di recuperare una Scatola Madre. Barry, inizialmente intimidito dalla vista di un parademone che massacra uno degli scienziati a guardia della reliquia, confessa di non avere "alcuna abilità di combattimento". Wayne lo incoraggia a concentrarsi sul salvataggio di una sola persona per acquisire fiducia. Seguendo il consiglio, Barry riesce a salvare Silas, il padre di Stone, insieme a molti altri civili. Aiuta anche Diana recuperando la sua spada e proteggendola da una colonna in caduta. La squadra riceve ulteriore supporto da Arthur Curry / Aquaman, che li salva da un'inondazione causata da Steppenwolf durante la fuga.
Con l'ingresso di Curry nella squadra, Wayne propone di utilizzare la Scatola Madre per resuscitare Superman, valutando le potenzialità di un suo ritorno. Barry appoggia l'idea. Curry e Stone si occupano di riesumare il corpo di Clark Kent, e durante il tragitto si confidano, riflettendo sulla situazione e sulle loro capacità. Tornati al laboratorio, Barry carica la Scatola Madre, riuscendo a riportare in vita Clark. Tuttavia, Superman si risveglia privo di memoria e, confuso, attacca il gruppo. Barry tenta di colpirlo sfruttando la sua velocità, ma Clark lo neutralizza grazie alla sua incredibile rapidità e forza. Wayne, nel frattempo, chiede al suo maggiordomo Alfred Pennyworth di portare Lois Lane, che riesce a calmare Clark.
La squadra deduce che Steppenwolf si trova in una zona contaminata della Russia, dove intende unire le tre Scatole Madri per rimodellare la Terra. Si dirigono quindi sul posto per fermarlo. Mentre Wayne distrae i parademoni, Barry e il resto della squadra aiutano Stone a separare le Scatole. Quando Barry nota che i civili sono in pericolo, Wayne gli ordina di evacuarli. Kent arriva in soccorso, salvando da solo l’intero villaggio, mentre Barry riesce a mettere in salvo una singola famiglia. Infine, Superman aiuta il gruppo a sconfiggere Steppenwolf. Dopo la battaglia, Barry è entusiasta di far parte della squadra, ora ufficialmente nota come Justice League. Tornato a Central City, ottiene un lavoro di livello base nel dipartimento di polizia, con il pieno sostegno di suo padre. In seguito, Barry sfida Clark a una gara amichevole per puro divertimento.

#### Versione del regista
Durante la battaglia sotto Gotham Harbor, Barry dimostra maggiore sicurezza nelle sue abilità. Tuttavia, prima della resurrezione di Clark Kent, interpreta erroneamente il "no" di Stone come un "vai" e carica la Scatola Madre. In seguito, viene mostrato scontrarsi accidentalmente con Curry mentre tenta un attacco contro Kent, che, affetto da amnesia, schiva agilmente. È Stone, non Barry, a scoprire che la base di Steppenwolf si trova in Russia. Nella battaglia finale, Barry ha il compito cruciale di fornire una scintilla supplementare per aiutare Stone a separare le Scatole Madri. Al primo tentativo fallisce, poiché viene colpito da un parademone mentre accumula velocità, consentendo così alla "Unità" di formarsi. Questo porta alla morte della squadra e all'inizio della distruzione della Terra. Tuttavia, Barry, recuperata la fiducia in sé stesso e guarito dalla ferita, entra nella Forza della velocità, correndo più veloce della luce per invertire il tempo. Così, riesce a salvare i suoi compagni dall'annientamento e ad aiutare Stone a separare le Scatole, permettendo alla squadra di sconfiggere e uccidere Steppenwolf.
Dopo la battaglia, Barry rimane entusiasta di far parte della squadra e ottiene un lavoro di livello base presso il dipartimento di polizia di Central City, con il pieno sostegno di suo padre.

### Vita da supereroe
Negli anni successivi, Barry è diventato uno dei supereroi più conosciuti al mondo. La sua immagine e i suoi poteri si sono radicati profondamente nella cultura popolare.
A un certo punto, Barry ha incontrato una versione alternativa di sé stesso all'interno della Forza della velocità. I due hanno un breve scambio, durante il quale scoprono di essere la stessa persona proveniente da universi diversi. È in questo incontro che il secondo Barry Allen rivela di aver adottato il soprannome di "Flash". Ignaro della crisi che l'altro Flash stava affrontando, Barry scompare dalla Forza della velocità. Questo evento lo spinge ad adottare ufficialmente il nome da supereroe "Flash".
Il vigilante Peacemaker, in un'occasione, ha dichiarato di aver incontrato Barry, descrivendolo come "insopportabile". Nel 2021, Barry si unisce a Diana Prince, Clark Kent e Arthur Curry per aiutare Peacemaker a combattere un gruppo di alieni parassiti noti come The Butterflies. Tuttavia, il loro intervento arriva troppo tardi, e un frustrato Peacemaker li insulta in modo sprezzante.
In seguito, il prototipo della tuta di Barry viene distrutto durante uno scontro con il supercriminale Girder. Dopo diverse sessioni di allenamento per raggiungere il pieno potenziale delle sue abilità, Bruce Wayne progetta per lui una nuova tuta, realizzata con tecnologia di microcompressione, che può essere facilmente trasportata su un anello. Barry affronta poi altri nemici, tra cui il metaumano Tar Pit e il trafficante d'armi cyborg noto come "Top".

### Crisi nel multiverso
Nel 2023, dopo aver aiutato Wayne e Prince a sventare una rapina orchestrata dal gruppo terroristico di Al Falcone, Barry torna nella casa della sua infanzia. Qui ricorda l'omicidio di sua madre e l'ingiusta detenzione di suo padre. Sopraffatto dalle emozioni e ignorando gli avvertimenti di Wayne sui rischi dei viaggi nel tempo, decide di tornare indietro per impedire la morte di Nora.
Durante il ritorno al presente, Barry viene espulso dalla Forza della velocità da un altro Speedster e si ritrova nel 2013 in una realtà alternativa, dove sua madre è ancora viva. Qui incontra una versione più giovane di sé stesso e si rende conto di essere giunto nel giorno in cui ha ottenuto i suoi poteri. Decide quindi di replicare l'evento, portando il giovane Barry al Dipartimento di Polizia di Central City per farlo colpire da un fulmine. Questo conferisce al Barry del 2013 i poteri della velocità, ma priva il Barry originale dei suoi.
Mentre addestra il giovane Barry, i due assistono a una trasmissione del Generale Zod, che annuncia i suoi piani per invadere la Terra. Barry tenta di radunare la Justice League, ma senza successo: Prince è introvabile, Stone non è ancora diventato Cyborg e Curry non è mai nato. I due si recano quindi a Villa Wayne nella speranza di trovare Batman, ma trovano invece un Bruce Wayne anziano e in pensione. Dopo un iniziale rifiuto, Bruce accetta di aiutarli.
Il gruppo individua una capsula kryptoniana in un sito militare segreto in Siberia. Al suo interno non trovano Superman, ma Kara Zor-El, che si presenta come la cugina di Kal-El. Tornati al maniero, Kara parte per affrontare Zod, mentre Bruce aiuta Barry a replicare l'incidente che gli ha conferito i poteri. Il primo tentativo fallisce quasi mortalmente, ma il secondo, con l'aiuto di Kara, ha successo.
Barry, Bruce e Kara uniscono le forze per combattere Zod e il suo esercito in un deserto. Durante la battaglia, Kara viene uccisa da Zod, che utilizza il suo sangue per i suoi scopi, mentre Bruce muore quando il Batwing si schianta contro una nave kryptoniana. I due Barry tentano di tornare indietro nel tempo per salvarli, ma ogni tentativo fallisce, causando il collasso del multiverso.
Alla fine, il misterioso Speedster che aveva colpito Barry fuori dalla Forza della Velocità si rivela essere una versione anziana del Barry del 2013. Questo "Dark Flash" è ossessionato dall'idea di poter salvare il suo mondo e prevenire le morti di Kara e Bruce. Quando Barry decide di invertire le sue azioni e accettare la morte di sua madre, Dark Flash si infuria e tenta di ucciderlo. Tuttavia, il Barry del 2013 si sacrifica, impalandosi per eliminare Dark Flash e rompere il ciclo temporale.
Barry annulla le modifiche alla linea temporale, accettando finalmente la morte di sua madre. Tuttavia, apporta un piccolo cambiamento che, nel presente, genera nuove prove per dimostrare l'innocenza di suo padre. Tornato nel presente e dopo aver aiutato a scagionare Henry, Barry incontra Wayne, che appare diverso a causa delle alterazioni nella linea temporale.

## Versioni alternative

### Realtà Knightmare
In un oscuro futuro potenziale, mostrato nelle visioni di Bruce Wayne e Victor Stone, Darkseid ha conquistato il mondo, trasformandolo in una terra desolata e apocalittica, e ha corrotto Superman, rendendolo suo secondo in comando dopo aver ucciso Lois Lane. In una di queste visioni, Flash, Batman, Cyborg, Mera, Deathstroke e Joker vengono mostrati mentre vengono braccati da Superman, sottoposto al lavaggio del cervello. Barry, proveniente da questa realtà futura, viaggia indietro nel tempo fino al 2015 per avvertire Wayne che «Lane è la chiave» e di «trovare gli altri», prima di scomparire, lasciando intendere che il suo obiettivo sia prevenire la morte di Lois Lane.

### Terra Prime
A un certo punto, Barry ha incontrato una versione alternativa di sé stesso all'interno della Forza della velocità. I due hanno un breve scambio, durante il quale scoprono di essere la stessa persona proveniente da universi diversi. È in questo incontro che il secondo Barry Allen rivela di aver adottato il soprannome di "Flash". Ignaro della crisi che l'altro Flash stava affrontando, Barry scompare dalla Forza della velocità. Questo evento lo spinge ad adottare ufficialmente il nome da supereroe "Flash".

### Realtà Flashpoint
Un Barry Allen diciottenne, cresciuto in una realtà in cui sua madre non è mai stata uccisa e che deve ancora diventare Flash, incontra la sua controparte più anziana proprio il giorno in cui quest'ultima ottenne i poteri. Viene portato al Dipartimento di Polizia di Central City, dove viene colpito da un fulmine, ottenendo così le stesse abilità del suo sé più anziano. I due Barry si alleano con Batman e Supergirl per fermare l'invasione kryptoniana guidata dal Generale Zod. Tuttavia, Supergirl e Batman muoiono durante la battaglia, spingendo entrambi i Barry a tornare indietro nel tempo più volte nel disperato tentativo di salvarli. Il Barry più anziano si rende conto che il loro destino è inevitabile, ma il giovane Allen insiste nel continuare a provare. Nella Forza della Velocità, i due incontrano il Dark Flash, una versione più anziana e corrotta di Flashpoint Barry Allen. Quando Dark Flash tenta di uccidere il Barry più anziano, il giovane Allen si sacrifica, cancellando così Dark Flash dall'esistenza e salvando la sua controparte più vecchia.

### Dark Flash
Una versione più anziana di Barry Allen, proveniente dalla linea temporale di Flashpoint, ha trascorso decenni ossessionato dal tentativo di salvare la propria realtà. È stato lui a estromettere il Barry Allen della linea temporale principale dalla Forza della Velocità, causando così la creazione della linea temporale di Flashpoint. Quando il Barry della linea temporale principale tenta di tornare indietro e permettere che la morte di sua madre avvenga, il Dark Flash cerca di ucciderlo, ma finisce invece per trafiggere la sua versione più giovane, causando così la propria cancellazione dall'esistenza.

## Caratterizzazione
Come rappresentato nei film, Barry Allen è un individuo straordinariamente intelligente e determinato, che si dedica agli studi in scienze forensi con l'obiettivo di dimostrare l'innocenza di suo padre, Henry Allen, incarcerato per l’omicidio di sua madre, Nora Allen. Nei panni di Flash, Barry cerca con tenacia di mantenere segreta la sua identità, come dimostrano le numerose scuse improvvisate quando viene messo alle strette da Bruce Wayne, anche se nessuna di esse riesce a ingannare l'astuto miliardario. Una volta smascherato da Bruce, Barry accetta prontamente di unirsi alla Justice League, mosso dal desiderio di trovare amici con cui relazionarsi. Nonostante condivida con gli altri supereroi del DCEU un passato tragico e una profonda insicurezza, Barry si distingue per la sua personalità umoristica, loquace e per il suo atteggiamento positivo. Ezra Miller ha descritto la loro interpretazione del personaggio come "un’esplorazione di un essere umano multidimensionale", con l’intento di evidenziare sia l’umanità di qualcuno che è eroico, sia l'eroismo di una persona imperfetta e profondamente umana. Inoltre, Barry è implicitamente un fan di Rick and Morty e possiede un metabolismo estremamente rapido a causa delle sue attività da supereroe.
Barry si descrive casualmente come un «ragazzo ebreo attraente» durante il suo primo incontro con Bruce Wayne in Justice League (2017), riflettendo il fatto che anche Ezra Miller è ebreo nella vita reale. Questo dettaglio rende il Flash del DCEU la prima versione del personaggio ad essere esplicitamente ebreo e il primo supereroe ebreo confermato a comparire in un film. Prima di questo, Magneto, interpretato da Ian McKellen e Michael Fassbender nella serie di film X-Men, era stato mostrato come ebreo, ma il personaggio viene per lo più rappresentato come un supercriminale.

## Concezione e sviluppo

### Primi adattamenti e casting per il DCEU

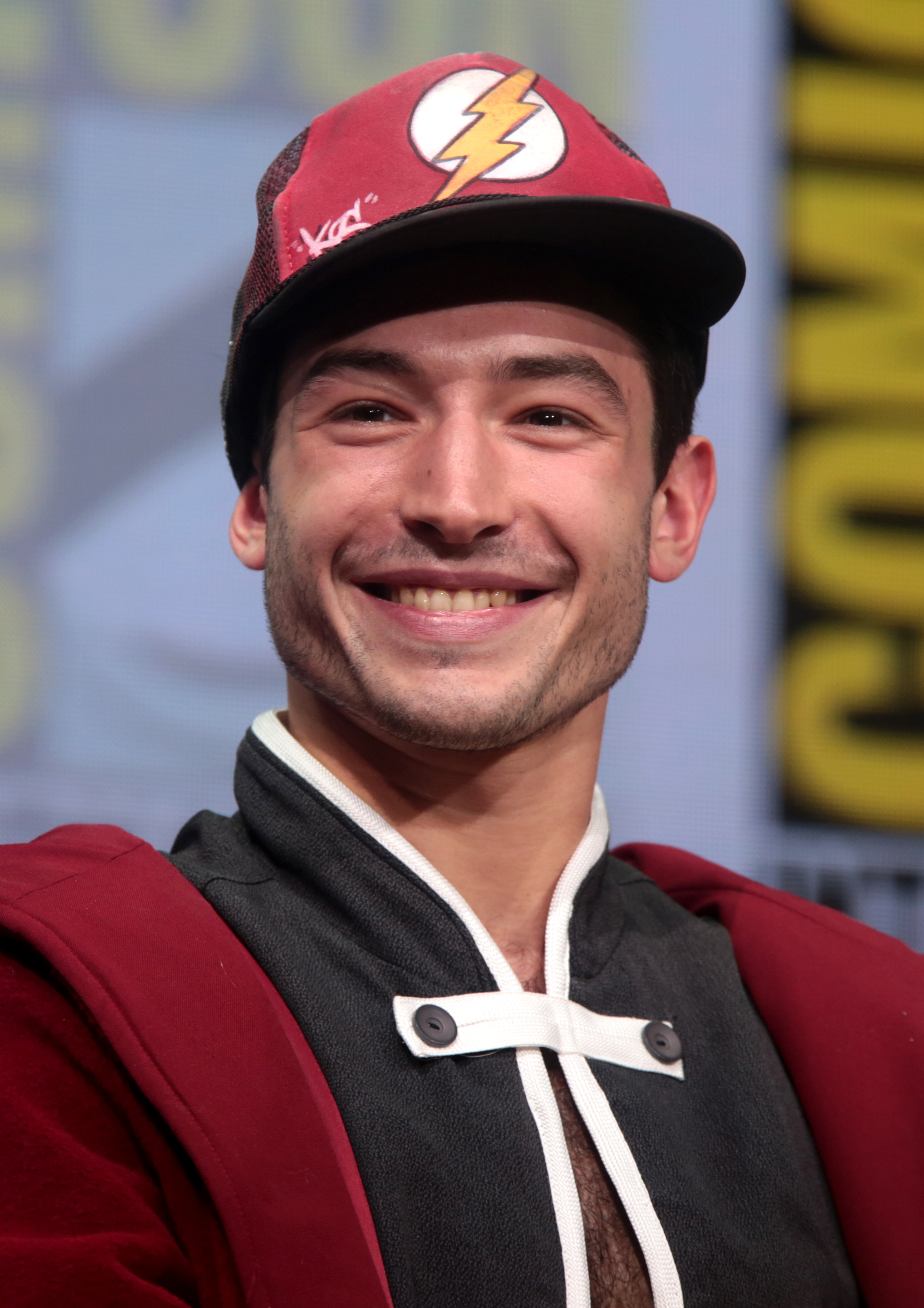
Ezra Miller è il primo attore ad aver interpretato Barry Allen / Flash sul grande schermo

Lo sviluppo di un film basato su Flash ebbe inizio alla fine degli anni '80, quando la Warner Bros. incaricò lo scrittore di fumetti Jeph Loeb di scrivere una sceneggiatura, ma il progetto non si concretizzò. Rimase in sospeso fino all'uscita di Batman Begins, momento in cui venne offerta allo sceneggiatore David S. Goyer l'opportunità di scrivere una sceneggiatura per The Flash o Lanterna Verde. Nel dicembre 2004, Goyer fu incaricato di scrivere, produrre e dirigere The Flash. Coinvolse Ryan Reynolds, suo collega in Blade: Trinity, proponendolo per il ruolo di Barry Allen, con l'intenzione di includere anche Wally West come personaggio di supporto. Tuttavia, Goyer abbandonò presto il progetto a causa di divergenze creative. Successivamente, venne avviato lo sviluppo di un film basato sulla Justice League con Barry Allen protagonista, affidando alla regia del film Shawn Levy e con Adam Brody scelto per il ruolo di Barry. Anche questo progetto, però, fallì.
Il 9 giugno 2010, gli sceneggiatori di Lanterna Verde, Greg Berlanti (che successivamente avrebbe creato la serie TV del 2014 basata su Flash), Michael Green e Marc Guggenheim, furono incaricati di scrivere un trattamento per il film di Flash. La sceneggiatura doveva essere basata sulla recente run a fumetti di Geoff Johns, Chief Creative Officer della DC. Mazeau dichiarò a Blastr.com che lo studio stava ancora sviluppando attivamente la versione cinematografica del personaggio della DC Comics e che il progetto era ancora in corso. Il 20 luglio 2013, The Hollywood Reporter riportò voci secondo cui il film sarebbe potuto uscire nel 2016, anche se non ci fu alcuna conferma ufficiale. Nell'ottobre 2014, la Warner Bros. annunciò che The Flash sarebbe uscito nel 2018 come sesto capitolo del DC Extended Universe, con Ezra Miller scelto per interpretare il ruolo principale di Barry Allen. Tuttavia, l'uscita del film venne posticipata al 2022, a causa di divergenze creative tra i registi/sceneggiatori originali, John Francis Daley e Jonathan Goldstein, e lo studio. Miller contribuì anche alla riscrittura della sceneggiatura. Nel luglio 2019, fu confermato che Andy Muschietti avrebbe diretto il film, con Christina Hodson incaricata di scriverne la sceneggiatura. Nel giugno 2020, TheWrap rivelò che Michael Keaton era in trattative iniziali per riprendere il ruolo di Bruce Wayne / Batman, già interpretato nei film Batman (1989) e Batman - Il ritorno (1992) di Tim Burton. Nell'agosto 2020, fu confermato ufficialmente che Keaton aveva firmato per il progetto e che anche Ben Affleck avrebbe ripreso il suo ruolo di Bruce Wayne / Batman nel DC Extended Universe. Le riprese iniziarono il 19 aprile 2021 presso i Warner Bros. Studios di Leavesden, nell'Hertfordshire, Inghilterra.
Nel 2020, quando Zack Snyder ricevette l'approvazione da WarnerMedia per girare scene aggiuntive per la sua director's cut di Justice League, Ezra Miller si trovava a Londra impegnato nelle riprese di Animali fantastici - I segreti di Silente (2022). Nonostante la distanza, Miller riuscì a interpretare le scene nei panni di Barry Allen / Flash da remoto. Snyder, infatti, diresse la scena aggiuntiva tramite Zoom, con il suo feed video proiettato su un supporto posizionato su un tavolo. Questo gli permise di dirigere sia Miller che la troupe, che filmò la scena seguendo le sue indicazioni.

### Stile di corsa
Critici e fan hanno osservato il movimento di corsa non convenzionale di Barry Allen in entrambe le versioni di Justice League. In un'intervista rilasciata prima dell'uscita della versione cinematografica, Ezra Miller ha rivelato di aver praticato arti marziali per due anni in preparazione al ruolo, spingendosi fino alle montagne Wudang, in Cina, per studiare il Qinggong. L'incontro con i monaci locali ha ispirato alcuni dei movimenti più meditativi di Barry, così come la sua corsa mentre entra nella Forza della Velocità per invertire il tempo durante il climax della Snyder Cut. Miller ha inoltre studiato la meccanica dei pattinatori di velocità, dei ballerini e dei coreografi, traendo ispirazione anche dal movimento di alcuni animali. «Mi sono lasciato ispirare da corvi, ghepardi, manguste e altre creature veloci e intelligenti» ha dichiarato l'attore, «ma anche dall'acqua impetuosa e, naturalmente, dai fulmini».

## Accoglienza
La performance di Ezra Miller nella versione cinematografica di Justice League è stata elogiata come uno dei momenti più riusciti del film, nonostante le recensioni complessivamente miste o negative ricevute dalla pellicola. In particolare, Steve Persall del Tampa Bay Times ha osservato che «il Flash iperveloce di Ezra Miller è un altro tipo di divertimento: il suo spirito da fanboy dà voce al pubblico, mentre il fulmine generato dalla CGI che lo segue è uno degli effetti più caratteristici del film. L'espressione di Flash quando si rende conto di non essere la persona più veloce del mondo è impagabile e introduce perfettamente la prima delle due sequenze dei titoli di coda». Tuttavia, alcuni aspetti del personaggio sono stati criticati, come il movimento di corsa dall'aspetto goffo e alcune battute percepite come "forzate", frutto delle riscritture di Joss Whedon. Tra queste, spiccano la famigerata battuta sul brunch e la scena in cui Flash cade sul petto di Wonder Woman durante la battaglia di Gotham Harbor.
Nonostante il suo unico ruolo importante in un film e i numerosi cameo dell'epoca, la versione del Flash del DCEU è stata elogiata da Erik Kain di Forbes come un personaggio meglio scritto rispetto alla sua controparte nell'Arrowverse. Scrivendo poco dopo la première di Justice League, Kain sostiene che l'interpretazione di Ezra Miller, pur essendo socialmente impacciata e con uno sviluppo del personaggio decisamente inferiore rispetto alla versione di Grant Gustin, risulta più gradevole come "geniale supereroe eccentrico" e non è appesantita da «dialoghi da soap opera di bassa qualità, una propensione a mentire continuamente e puntate su puntate di contenuti riempitivi», come accade invece alla sua controparte televisiva.
Anche la performance e la caratterizzazione di Ezra Miller in Zack Snyder's Justice League sono state ben accolte dalla critica, che ha elogiato la maggiore sicurezza di Barry Allen, la sua chimica con gli altri personaggi, la riduzione di battute imbarazzanti e il ruolo più centrale nella battaglia finale rispetto alla versione cinematografica originale. Tom Jergensen di IGN ha scritto: «Rimane il personaggio comico del gruppo e interpreta questo ruolo alla perfezione, dato che è ancora un eroe abbastanza inesperto da agitarsi quando entra nella Batcaverna per la prima volta. Snyder punta tutto su Flash nel finale, con un uso spettacolare della Forza della Velocità che alza l'asticella per il suo futuro film da solista». La scena della "Forza della Velocità" in questa versione del film è stata successivamente votata dai fan come vincitrice dell'"Oscars Cheer Moment" alla 94ª edizione dei Premi Oscar.

### Controversie sul casting
In seguito a una serie di accuse di adescamento e arresti per condotta disordinata, la partecipazione di Ezra Miller in The Flash (2023) ha suscitato polemiche, con alcuni fan che chiedevano la riassegnazione del ruolo. Grant Gustin, noto per aver interpretato il personaggio nella serie televisiva, è spesso diventato di tendenza sul social media Twitter come possibile sostituto. Secondo quanto riportato da Deadline, nonostante Miller abbia interpretato il protagonista nel film solista, la Warner Bros. non avrebbe intenzione di mantenere l'attore nel ruolo di Flash per i futuri film DC. Tuttavia, nel 2023, James Gunn ha dichiarato che la decisione sulla permanenza di Miller nel franchise del DC Universe è ancora in sospeso e sarà presa solo dopo il completo recupero dell'attore dai problemi di salute mentale. Alla fine, nell'ottobre 2023, Variety ha confermato che nessun membro del cast dei film del DCEU diretti da Zack Snyder riprenderà i rispettivi ruoli nel nuovo DCU, incluso Miller nei panni di Flash.

## Altri media

### Film
- Nel film del DC Extended Universe Shazam! (2019), Flash compare come un disegno nell'album di Freddy Freeman, insieme a vari articoli di merchandising a lui dedicati. Inoltre, è presente nella sequenza animata dei titoli di coda.
- Pur non apparendo direttamente in Black Adam (2022), Flash è raffigurato su diversi poster, fumetti e prodotti di merchandising legati al film.

### Letteratura
- L'arresto di Capitan Boomerang da parte di Flash viene menzionato nel romanzo di Suicide Squad.
- Tra settembre e novembre 2022 è stata pubblicata una miniserie a fumetti in tre numeri, The Flash: The Fastest Man Alive, che funge da preludio al film del 2023. La storia mostra Barry mentre sviluppa le sue abilità e consolida la sua presenza pubblica come supereroe, affrontando diversi nemici, tra cui Girder, Tar Pit e Top. La miniserie include anche il ritorno di personaggi del DCEU come Batman, che fornisce a Barry il suo nuovo costume, e introduce figure come Patty Spivot, Albert Desmond e David Singh.

### Videogiochi
- Il costume di Flash da Justice League appare come una skin in LEGO DC Super-Villains.
- Flash come appare in Justice League è presente nella versione mobile di Injustice 2.

### Podcast
- Max Greenfield interpreta la versione del DC Extended Universe di Barry Allen nella serie podcast The Flash: Escape The Midnight Circus.[42] La storia è ambientata dopo gli eventi del film e vede Allen nuovamente intrappolato in un universo alternativo a causa del suo viaggio nel tempo. Per riuscire a tornare a casa, è costretto a collaborare con il suo avversario, Capitan Cold, e a partecipare al torneo di combattimento televisivo The Midnight Circus.[43]